# Georg Otto (Politiker)
Georg Otto (geb. 6. August 1928 in Großenhain; gest. 29. Dezember 2021 in Eberholzen) war ein deutscher Politiker (FSU, SPD, GLU) aus Eberholzen. Otto war Mitbegründer der Partei Die Grünen. Ferner begründete er die Quartalszeitschrift „Alternativen“. Otto war der Sprecher des liberal-sozialen Flügels der Grünen und Vorsitzender der „Aktion Dritter Weg“ (A3W).

## Leben
Ursprünglich aus dem sozial-ökologisch ausgerichteten „Bund freisozialer Lebensreformer“ kommend, kandidierte Georg Otto 1969 für die Freisoziale Union für den Bundestag. 1971 wurde er Vorsitzender für den Landesverband Niedersachsen des Weltbundes zum Schutz des Lebens. Nach 1969 trat er der SPD bei, die er vor 1977 wieder verließ.
Im Frühjahr 1977 initiierte Otto im Raum Hildesheim eine Anti-Atomkraft-Bewegung, die sich im August desselben Jahres als Kreisverband Hildesheim der von Oberregierungsrat Carl Beddermann gegründeten Umweltschutzpartei (USP) anschloss. Daraus ging im Dezember 1977 schließlich die Partei Grüne Liste Umweltschutz (GLU), „der Prototyp der ökologisch-bürgerlichen Listen als Vorläufer der späteren Grünen“ hervor. Im Juli 1978 wurde Otto auf einer Delegiertenversammlung zum Vorsitzender des GLU-Lanesverbandes Niedersachsen gewählt, die als eine der ersten Landesparteien der Grünen-Liste bei der niedersächsischen Landtagswahl im Juni 1978 mit 3,86 Prozent einen Achtungserfolg erzielen konnte.
Otto war zuvor bereits Sprecher der regionalen Grünen Umweltschutzliste, die aus dem liberal-sozialen Arbeitskreis Dritter Weg in Hildesheim hervorging und bereits 1976 als erste grüne Umweltschutz-Liste bei den niedersächsischen Kommunal- und Kreistagswahlen im Kreis Hildesheim antrat und ein Mandat erreichte. 1980 war Otto Mitbegründer der Grünen Bundespartei und Organisationsleiter des ersten Bundesvorstandes.
Ende 1999 begründete Otto die Zeitschrift „Alternativen für eine ökologische, soziale, basis-demokratische und gewaltfreie Gesellschaft“, in der verschiedene wirtschaftstheoretische Modelle wie z. B. von Silvio Gesell vorgestellt werden. Außerdem wirkte er beim Aufbau der „Alternative Dritter Weg – A3W“ als außerparlamentarische Bewegung mit, aus der erstmals zur Bundestagswahl 2009 Einzelbewerber wie Frank Schepke kandidierten.
Otto arbeitete eng mit Tristan Abromeit zusammen, der ebenfalls zu den Mitbegründern der Grünen gehört und sich für einen dritten Weg zwischen Kommunismus und Kapitalismus einsetzte. Beim grundlegenden Programmkongress der Grünen im März 1980 in Saarbrücken konnten sich Otto und Abromeit aber mit ihrer Position nicht durchsetzen.
Otto studierte in West-Berlin Wirtschaftswissenschaften. Später ging er nach Hildesheim und war bis zu seiner Pensionierung dort Lehrer für Sport und Geschichte am Scharnhorst-Gymnasium. Er lebte mit seiner Frau in Eberholzen, die beiden hatten zwei Kinder. Er starb am 29. Dezember 2021 in Eberholzen.

## Veröffentlichungen
- Zehn Jahre grüne Politik. Wege aus der Krise der Grünen. Eigenverlag, Eberholzen 1988, DNB 942011198.
- mit Helmut Creutz: Ökologie und Ökonomie. Anders-Leben, Rhade 1991, ISBN 3-927501-04-2.
- Warum der Marxismus scheitern musste. Widersprüche zwischen Mehrwerttheorie – Grundlage der realsozialistischen Versuche – und der Geldtheorie von Marx – Basis eines Sozialismus in Freiheit? Anders-Leben, Rhade 1991, ISBN 3-927501-03-4.
- Führt der „dritte Weg“ der PDS in den demokratischen Sozialismus oder in einen Sozialkapitalismus? Liberalsoziales Büro, Eberholzen 1995, DNB 955290546 (PDF).